# Leonhard Mader
Leonhard Mader (* 1954 in Düsseldorf) ist ein deutscher Theaterschauspieler.

## Karriere
Mader trat zuerst am Schauspielhaus in Düsseldorf auf, danach an anderen Theatern. In der Fernsehserie Das Amt wurde er als pingeliger Amtsrat Rudi Kimmel bekannt. Er lebt in Düsseldorf.

## Filmografie
- 1996–2003: Das Amt